# Whitekirk Parish Church

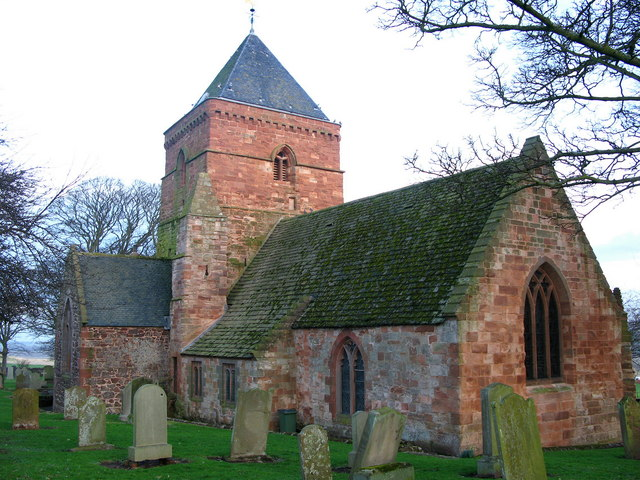
Whitekirk Parish Church

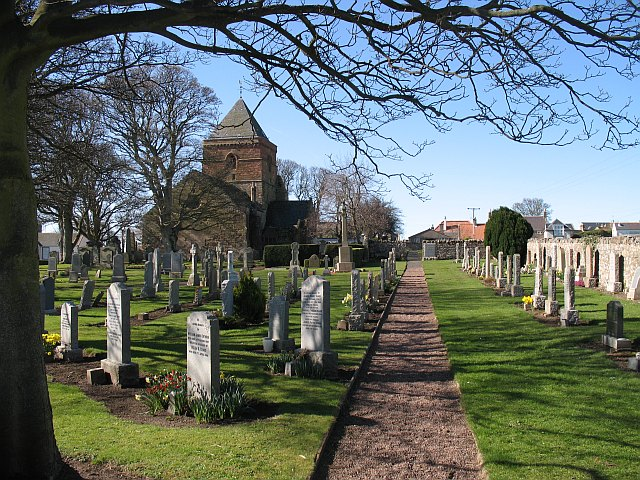
Friedhof der Kirche

Die Whitekirk Parish Church, auch St Mary’s Church, ist ein Kirchengebäude der presbyterianischen Church of Scotland in der schottischen Ortschaft Whitekirk in der Council Area East Lothian. 1971 wurde das Gebäude in die schottischen Denkmallisten in der höchsten Kategorie A aufgenommen.

## Geschichte
Spätestens seit dem 12. Jahrhundert befindet sich eine Kirche am Standort. Es handelte sich um eine einfache Marienkirche, die als Pfarrkirche diente. Nachdem um das Jahr 1300 von wundersamen Heilungen nach Verzehr des Wassers des nahegelegenen Marienbrunnens berichtet wurde, erlangte die Kirche größere Bedeutung. Nachdem 15.653 Pilger im Jahre 1413 gezählt wurden, unterstellte der schottische König Jakob I. die Kirche seinem persönlichen Schutz. Auch ließ er Behausungen für die Pilger errichten, deren Fundamente im Umkreis der später entstandenen Zehntscheune von Whitekirk zu finden sind. Der spätere Papst Pius II. wanderte barfuß von Dunbar nach Whitekirk, um in der Kirche für seine Verschonung in einem Sturm auf dem Firth of Forth zu danken.
Im Laufe des 15. Jahrhunderts entstand die heutige Kirche am selben Standort. Die Arbeiten begannen 1439 mit dem Bau des Chors. Für die kleine Kirchengemeinde ist die Kapazität der Kirche deutlich überdimensioniert, sie sollte jedoch auch die zahlreichen Pilger aufnehmen können. König Jakob IV. besuchte die Kirche in Whitekirk regelmäßig. Sein Sohn Jakob V. unterstellte sie der Obhut des Clans Sinclair. Mit der schottischen Reformation im 16. Jahrhundert sank die Bedeutung der Kirche. Sie diente fortan wieder als Pfarrkirche. Infolge von Maßnahmen zur Feldentwässerung in der Umgebung versiegte der nahegelegene Heilbrunnen im 19. Jahrhundert. Im Jahre 1914 geriet die Kirche in Brand. Die Suffragette Janie Allan schrieb in einem Brief an die Gefängnisbehörden, dass der Brand mit der Auseinandersetzung über die Zwangsernährung hungerstreikender Suffragetten zusammenhinge. Mit der folgenden Restaurierung wurde Robert Lorimer betraut. Beschädigte Bleiglasfenster wurden 1916 ersetzt.

## Beschreibung
Die Kirche liegt an der A198 am Ostrand von Whitekirk. Das Mauerwerk des spätgotischen Bauwerks besteht aus rotem Sandstein. Der quadratische Vierungsturm dominiert den Charakter. Er schließt mit einem schiefergedeckten Pyramidendach mit schmiedeeisernem Wetterhahn. Entlang der Fassaden sind Spitzbogenfenster und Maßwerke angeordnet. Das spitzbögige, zweiflüglige Eingangsportal an der Südseite ist schlicht verdacht. Verschiedene Giebelflächen sind als Staffelgiebel gearbeitet.